# Pachitea
La Pachitea est une rivière au Pérou, affluent de la rivière Ucayali. 
Elle reçoit les eaux de la Shanay-Timpishka, une rivière bouillonnante unique au monde.